# Suðurlandsvegur
Der Suðurlandsvegur war eine offizielle Bezeichnung für den Teil der Ringstraße in Island, der durch den Süden verläuft. Die anderen Teile waren der Vesturlandsvegur, der Norðurlandsvegur und der Austurlandsvegur. Diese Bezeichnungen galten von 1972 bis 1995. Seither tragen alle Teile den einheitlichen Namen Hringvegur oder Þjóðvegur . Der alte Name wird manchmal weiter verwendet.
Der Anfang ist die Grenze zwischen den Syslur Austur-Skaftafellssýsla mit der Gemeinde Hornafjörður und Vestur-Skaftafellssýsla mit der Gemeinde Skaftárhreppur. Diese liegt auf dem Skeiðarársandur südlich des Skeiðarárjökull. In diesem Gebiet wurde 1974 mit der Skeiðarárbrú die Ringstraße geschlossen. Sie wurde bei einem großen Gletscherlauf 1996 beschädigt und danach etwas verkürzt wiederhergestellt. 2017 wurde sie außer Betrieb genommen. Die Ringstraße führt hier jetzt über eine 68 m lange Brücke über die Morsá gebaut. Der Ort Kirkjubæjarklaustur liegt neben dieser Straße. Der Fluss Skaftá ist für Gletscherläufe aus dem Vatnajökull bekannt.
Die jetzige Brücke über den Fluss Kúðafljót verkürzt die Ringstraße. Die frühere Brücke liegt weiter nördlich am Skaftártunguvegur   und Hrífunesvegur , dem früheren der Verlauf der Straße. Die Brücke über das Múlakvísl wurde im Juli 2011 bei einem Gletscherlauf zerstört und innerhalb 100 Stunden durch eine Behelfsbrücke ersetzt. Eine Umleitung gab es für die Zeit über Skaftártunguvegur  und Fjallabaksleið nyrðri  über das isländische Hochland.
Beim Ort Vík in der Nähe liegen der schwarze Strand von Reynisfjara und das Kap Dyrhólaey. Aus dem Gletscher Sólheimajökull entspringt der Fluss Jökulsá á Sólheimasandi, die auch Fúlilækur (Stinkebach) genannt wird, wegen des Schwefels im Wasser. Der Ort Skógar mit dem Skógafoss und einem Freilicht- und Heimatmuseum ist über eine kurze Stichstraße zu erreichen. Vor 1991 lag der Seljalandsfoss an der Ringstraße.
Die Brücke über das Markarfljót lag vorher noch weiter nördlich. Westlich führt der Landeyjahafnarvegur  zum Fährhafen Landeyjahöfn. Die Fährverbindung von dort ist zwar wesentlich kürzer als früher über Þorlákshöfn, aber der Hafen versandet oft.
Im Ort Hvolsvöllur zweigt der Fljótshlíðarvegur  nach Osten ab, der als Emstruleið  weiter ins Hochland führt. Der Ort Hella ist ein Versorgungszentrum und liegt am Fluss Ytri-Rangá. Der Landvegur  hat dieselbe Nummer wie später die Sprengisandsleið.
Der größte Fluss Islands, die Þjórsá, bildet die Grenze zwischen den 2er- und 3er-Straßen. Vom Skeiða- og Hrunamannavegur  zweigt der Þjórsárdalsvegur  nach Osten ab. Er überquert wieder die Þjórsá und wird im weiteren Verlauf zur die Sprengisandsleið  / . Im Ort Selfoss zweigen der Gaulverjabæjarvegur  und der Eyrarbakkavegur  nach Süden ab. Nach der Brücke über die Ölfusá zweigt die Biskupstungnabraut  nach Norden ab. An ihr liegen der Geysir und Gullfoss dahinter führt sie als Kjalvegur  über das Hochland. Hveragerði liegt nördlich der Straße. Hier führt der Þorlákshafnarvegur , nach Þorlákshöfn dem früheren und Ausweichhafen der Vestmannaeyjar-Fähre.
Über eine kurvige Passage wird die Hellisheiði mit 374 m. die größte Höhe dieser Straße erreicht.
Auf der Hochebene brachte es seit 1960 das Restaurant Litla kaffistofan zu einer gewissen Bekanntheit. Der Þrengslavegur  ist eine Abkürzung nach Þorlákshöfn oder eine Ausweichstrecke bei winterlichen Verkehrsbehinderungen. Die Bláfjöll sind ein Ski- und Wandergebiet im Hauptstadtgebiet.
Der Suðurlandsvegur endet im Westen von Reykjavík, wo die Nesbraut  weiter in die Stadt führt und der Vesturlandsvegur Richtung Norden abzweigt.
Das Brückenverzeichnis zählt für diesen Straßenabschnitt 83 Brücken auf. Darunter sind auch noch einspurige Brücken sowie Fußgänger- und Reittunnel.